# Тромп, Йохан
Йоханнес Адриаан Тромп (африк. Johannes Adriaan Tromp; род. 23 декабря 1990, Виндхук) — намибийский регбист, игрок веера клуба «Стрела».

## Клубная карьера
Отец Йохана, Адриан Тромп, был регбистом и сыграл три матча за Юго-Западную Африку до обретения независимости Намибией, поэтому регби появилось в жизни мальчика с ранних лет. После школы игрок пошел учиться в Преторийский университет, где дошёл до финала университетских команд 2012 года. Йохан был в тренировочном лагере клуба «Пумас» в 2010—2011 годах; в 2013 году стал выступать за намибийский клуб «Вестерн Сабёрбз», где стал лишь третьим белокожим игроком за всю историю команды. В первый же год игрок очень хорошо зарекомендовал себя и помог клубу стать чемпионом Намибии.
В следующем сезоне игрок переходит в «Уондерерс» и параллельно выступает за «Вельвичиас» в Кубке Vodacom. Отлично зарекомендовав себя на Родине, игрок переходит в «Истерн Провинс Кингс» с которым участвует в Кубке Карри. В 2017 проводит свой единственный матч за «Саутерн Кингз» в рамках Супер Регби. В следующем году возвращается в Намибию и продолжает выступать за «Вельвичиас» и «Уондерерс», с последним в 2018 году становится чемпионом Намибии. В феврале 2020 года было объявлено о переходе игрока в российский клуб «Стрела» из Казани. В дебютном матче за «казанцев» занес 2 попытки.

## Карьера в сборной
В составе сборной до 19 лет Тромп выиграл Кубок Африки, проходивший в Тунисе. В основной сборной дебютировал в 2012 году в матче против Зимбабве и отметился попыткой. Участник Кубка мира по регби 2015, сыграл там 4 матча против Новой Зеландии, Тонги (попытка), Грузии и Аргентины (попытка после паса ногой вперёд). Участник Кубка мира по регби 2019 года. Сыграл трижды против Италии, ЮАР и Новой Зеландии.